# Erastène Ramiro
Pour les autres membres de la famille, voir Famille Rodrigues-Henriques.
Eugène Rodrigues-Henriques, également connu sous le nom de Eugène Rodrigues (alias Erastène Ramiro), né le 18 mai 1853 à Paris et mort le 19 avril 1928, est un avocat, collectionneur et homme de lettres français.

## Biographie
Fils de Jacob-Hippolyte Rodrigues-Henriques (1814-1871), avocat à la cour d'appel de Paris, et de Marie Félicité Eugénie Lecomte (sœur d'Eugène Lecomte, agent de change et grand-père de Jean Cocteau), Eugène Rodrigues-Henriques devient lui-même avocat.
En 1882, il épouse Julie Vacheron, fille d'un agent de change. Leur fils aîné est mort pour la France en 1914 ; leur fille Suzanne épouse le parfumeur Jacques Prot (héritier des parfums Lubin et mort pour la France), puis Guillaume Lerolle (directeur du musée Carnegie et fils d'Henry Lerolle) ; leur fille Marguerite épouse le psychiatre Henri Meuriot (petit-fils d'Henri Bouley).
Collectionneur et bibliophile, ami du baron Roger Portalis, il préside le club des Cent bibliophiles de 1896 à 1928. Passionné par la gravure, il est membre de la Société de reproduction des dessins de maîtres et de la Société des Amis des Livres. Avec Portalis et Roger Marx, il fonde L'Estampe nouvelle en 1897 qui édite une centaine de gravures originales réservées à des sociétaires.
Bibliographe sous le nom d'Erastène Ramiro, il signe notamment des ouvrages sur Félicien Rops et Louis Legrand dont il publia par ailleurs les Catalogues de l’œuvre gravé et lithographié.
Il fait plusieurs dons au Musée du Louvre. Il meurt à Paris, le 19 avril 1928. Ses collections sont dispersées à Drouot entre la fin 1928 et le début 1929.

## Ouvrages
- Catalogue descriptif et analytique de l'œuvre gravé de Félicien Rops précédé d'une notice biographique et critique: orné d'un frontispice et de gravures d'après des compositions inédites de F. Rops et de fleurons, et culs-de-lampe d'après F. Rops, Jean La Palette et Louis Legrand, Paris, Léon Conquet, 1887.
- L'Œuvre lithographié de Félicien Rops, par Erastène Ramiro, orné de sept reproductions de lithographies en taille-douce, 1891.
- Catalogue descriptif et analytique de l'œuvre gravé de Félicien Rops... , 1893.
- Supplément au catalogue de l'œuvre gravé de Félicien Rops, 1895.
- Louis Legrand, peintre-graveur, catalogue de son œuvre gravé et lithographié, 1896.
- Catalogue des aquarelles et dessins par F. Rops composant la collection R... , 1900.
- Faune parisienne, 1901.
- Les maitres illustrateurs : A. Lepère, Dagnan-Bouveret, A. Robida, G. Jeanniot, Luc-Olivier Merson, P. Vidal, G. Rochegrosse, J. Chéret, Steinlen, Ch. Waltner, Louis Legrand, Éd. Rudeaux, 1901.
- Louis-Auguste Lepère, peintre et graveur, 1901.
- À propos de reliures, pour servir d'introduction au 6e album des reliures d'art de Charles Meunier, 1903.
- Cent planches de reliures d'art, composées et exécutées, 1903.
- Études sur quelques artistes originaux. Félicien Rops. par Érastène Ramiro, 1905.
- Catalogue de dessins anciens principalement de l'école française du XVIIIe siècle : aquarelles, gouaches, miniatures, pastels, gravures anciennes, 1905.
- Histoires et aventures, 1909.
- Visions chorégraphiques.
- Cours de danse fin-de-siècle.